# Varga János (birkózó)
Varga János (Abony, 1939. október 21. – Budapest, 2022. december 29.) A Nemzet Sportolója címmel kitüntetett, olimpiai bajnok birkózó, edző, Varga Gabriella Európa-bajnok vívó apja.

## Sportpályafutása
Pályafutását 1955-ben az Abonyi Tsz. sportolójaként kezdte. 1958-ban már négyszeres ifjúsági bajnok volt és a felnőttek között is bajnoki ezüstérmet szerzett. 1959-ben a birkózó válogatott szövetségi kapitánya, Matura Mihály, meghívta a válogatott keretbe, ugyanekkor hivatásos katonaként a Budapesti Honvéd sportolója lett és itt is fejezte be pályafutását, ezredesi rendfokozatban helyezték nyugállományba.
Kezdetben mindkét fogásnemben versenyzett – kötöttfogásban tíz, szabadfogásban öt magyar bajnoki címet szerzett –, de legjelentősebb eredményeit kötöttfogásban érte el. 1963-ban a hälsinborgi világbajnokságon kötöttfogásban úgy lett világbajnok, hogy a döntő utolsó perceit törött bordával birkózta végig. Három olimpián vett részt. Az 1964. évi tokiói olimpiára sérülései miatt nem tudott felkészülni és a negyedik fordulóban kiesett, az 1968. évi mexikóvárosi olimpián azonban már kötöttfogás légsúlyban olimpiai bajnoki címet szerzett. Harminchárom évesen elindult az 1972. évi müncheni olimpián is, ahol hazai versenyzővel szemben birkózva maradt le a dobogóról és a negyedik helyet szerezte meg. Az aktív sportolástól 1973-ban vonult vissza. Azóta is részt vesz a sportéletben a Magyar Olimpiai Bizottság tagja, az Olimpiai Bajnokok Klubja elnökségének munkáját támogatja és a MOB hagyományőrző bizottságának lelkes tagja.

### Sporteredményei
- olimpiai bajnok (1968: kötöttfogás, légsúly)
- olimpiai 4. helyezett (1972: kötöttfogás, 57 kg)
- kétszeres világbajnok (1963: kötöttfogás, légsúly; 1970: kötöttfogás, 57 kg)
- kétszeres világbajnoki 2. helyezett (1961: szabadfogás, légsúly; 1967: kötöttfogás, légsúly)
- kétszeres világbajnoki harmadik helyezett (1962: szabadfogás, légsúly; 1971: kötöttfogás, légsúly)
- kétszeres Európa-bajnok (1967: kötöttfogás, légsúly; 1970: kötöttfogás, 57 kg)
- Európa-bajnoki 2. helyezett (1968: kötöttfogás, légsúly)
- tizenötszörös magyar bajnok

### Edzői pályafutása
1972-ben a Testnevelési Főiskolán birkózó szakedzői, 1983-ban mesteredzői oklevelet szerzett. Visszavonulása után 1990-ig a Budapesti Honvéd, illetve 1978-tól 1993-ig a magyar junior válogatott edzője volt. Tanítványai közül Faragó József és Sípos Árpád Európa-bajnok lett. 1981-től nemzetközi versenybíróként is tevékenykedett.

## Családja
Első házasságából egy fia született, második felesége Varga Jánosné Varga Gabriella válogatott atléta, lányuk Varga Gabriella Európa-bajnok vívónő.

## Díjai, elismerései
- Mesteredző (1985)
- MOB érdemérem (2007)
- A Magyar Köztársasági Érdemrend tisztikeresztje (2010)[9]
- A Birkózó Hírességek Csarnokának tagja (2016)[10]
- Abony város díszpolgára[11]
- A Nemzet Sportolója (2018)[12]